# 40 Harmonia
A 40 Harmonia a Naprendszer kisbolygóövében található aszteroida. Hermann Mayer Salomon Goldschmidt fedezte fel 1856. március 31-én.